# Dacia D33
Dacia D33 — созданный в 1997 году прототип планируемого седана сегмента C румынского автопроизводителя Dacia. Седан не был поставлен на конвейер из-за финансовых проблем и покупкой румынской компании фирмой Renault.

## История
После падения коммунистического режима в Румынии Dacia находилась не в лучшем рыночном положении: стабильно с 1969 года собиралась уже устаревшая модель 1310 и её модификации. В 1995 году началось производство модели Nova, разработка которой началась ещё в начале 1980-х годов. Nova уже была устаревшей с точки зрения как дизайна, так и конструкции. Планировалось создать новый автомобиль (был выбран кузов седан) с обтекаемым кузовом, который мог заменить как устаревшие 1310, так и Nova. Подобная модель также должна была поправить имидж компании в глазах европейских покупателей.
В 1997 году руководство Dacia запросило у румынского правительства 3,6 млн долларов (весьма небольшая сумма) на разработку новой модели. Просьба была одобрена. Большая часть денег была направлена итальянской дизайнерской студии Idea Torino, силами которой был создан внешний вид будущего седана. Чуть позже появился прототип D33, произведённый в единственном экземпляре. Начать производство планировалось в 1999—2000 годах. По проекту цена модели должна была составить не более 5000 евро (в некоторых источниках цена указана в долларах), но в процессе разработке стало понятно, что эту цену нужно поднять до 9000 долларов. В те годы компания не могла позволить продавать автомобили за такую цену. Чтобы поставить седан на конвейер, понадобилось бы ещё около 100 миллионов евро. Таким образом, перспективы новой модели стали очень туманными. После того, как в 1999 году Dacia была продана французской компании Renault, проект был заброшен. Renault начала разработку принципиально новой модели, которая получит название Logan.

## Описание
О самом автомобиле известно мало, по состоянию на 2022 год почти никакой информации про оснащение не было раскрыто. По неофициальным данным, автомобиль должен был оснащаться ABS, подушками безопасности, гидроусилителем рулевого управления и центральным замком. Двигатель модели должен был достаться от корейского седана Hyundai Accent. В феврале 1998 года было заключено соглашение между Dacia и Hyundai, по которому румынская компания должна была произвести в 1999 году 50 000 седанов Accent и 100 000 двигателей.